# Бермуди на Светском првенству у атлетици у дворани 2022.
Бермуди су учествовали на 18. Светском првенству у атлетици у дворани 2022. одржаном у Београду од 18. до 20. марта једанаести пут. Репрезентацију Бермуда представљао је један такмичар, који је такмичио у скоку удаљ.,
На овом првенству такмичар Бермуда није освојио ниједну медаљу нити је постигао неки рекорд.
У табели успешности према броју и пласману такмичара који су учествовали у финалним такмичењима (првих 8 такмичара) Бермуди су са 1 учесником у финалу делили 38. место са 4 бода.
| Пл.  | Земља   | 1. место | 2. место | 3. место | 4. место | 5. место | 6. место | 7. место | 8. место | Бр. фин. | Бод. |
| ---- | ------- | -------- | -------- | -------- | -------- | -------- | -------- | -------- | -------- | -------- | ---- |
| =38. | Бермуди | 0        | 0        | 0        | 0        | 1        | 0        | 0        | 0        | 1        | 4    |

## Учесници
Мушкарци:
- Јахнхаи Перинчиф — Троскок

## Резултати

### Мушкарци
| Атлетичар        | Дисциплина | Лични рекорд | Финале    | Финале     | Детаљи |
| Атлетичар        | Дисциплина | Лични рекорд | Резултат  | Место      | Детаљи |
| ---------------- | ---------- | ------------ | --------- | ---------- | ------ |
| Јахнхаи Перинчиф | Троскок    | 17,03 о      | 16,95 ЛРС | 5 / 12(13) |        |